# جيمس رينر
جيمس رينر (بالإنجليزية: James Renner) هو كاتب وصحفي أمريكي، ولد في 30 مارس 1978 في كليفلاند في الولايات المتحدة.